# Saison NBA 2017-2018
Navigation
Saison 2016-2017 Saison 2018-2019
La saison NBA 2017-2018 est la 69e saison de la NBA (72e en comptant les trois saisons BAA) Le NBA All-Star Game 2018 se déroule le 18 février 2018 au Staples Center de Los Angeles.
La saison régulière débute le mardi 17 octobre 2017 et s'achève le mercredi 11 avril 2018. Les playoffs débutent le samedi 14 avril 2018.

## Calendrier des événements de la saison
- 30 septembre 2017 : Début de la pré-saison.
- 17 octobre 2017 : Ouverture de la saison régulière 2017-2018.
- 8 février 2018 : Date limite des transferts, à 21h (3 p.m. aux États-Unis).
- 18 février 2018 : NBA All Star Weekend, à Los Angeles.
- 11 avril 2018 : Dernier jour de la saison régulière.
- 14 avril 2018 : Début des Playoffs NBA.
- 31 mai 2018 : Début des Finales NBA.

## Transactions

### Retraites
- Le 30 avril 2017, Paul Pierce annonce sa retraite après 19 saisons et un titre NBA en 2008 avec les Celtics de Boston.

#### Avant saison
L'été est marqué par un grand nombre de joueurs européens qui refusent la sélection en équipe nationale et la participation à l'Eurobasket 2017 pour se préparer à cette nouvelle saison en NBA, de façon assumée (Nicolas Batum, Rudy Gobert, Mario Hezonja, entre autres) ou prétextant une blessure parfois suspecte aux yeux des fédérations nationales européennes, ce qui a causé une altercation au sujet de Giánnis Antetokoúnmpo entre la fédération grecque et les Bucks de Milwaukee.

## Pré-saison
La pré-saison débute le samedi 30 septembre 2017 et s'achève le vendredi 13 octobre 2017.

## Saison régulière
La saison régulière débute le mardi 17 octobre 2017 et se terminera le mercredi 11 avril 2018.

## Classements
| Champion de division | Qualifié pour les playoffs | Non qualifié pour les playoffs |

Les champions de division ne sont pas automatiquement qualifiés pour les playoffs, seuls les huit premiers de chaque conférence se qualifient pour les playoffs.

### Par division
Source : nba.com
 Mise à jour : Après matchs du 12 avril 2018
| Division Atlantique   | V  | D  | MJ | V/D  | GB | Dom   | Ext   | Div  | Conf  |
| --------------------- | -- | -- | -- | ---- | -- | ----- | ----- | ---- | ----- |
| Raptors de Toronto    | 59 | 23 | 82 | .720 | –  | 34–7  | 25–16 | 12–4 | 40–12 |
| Celtics de Boston     | 55 | 27 | 82 | .671 | 4  | 27–14 | 28–13 | 12–4 | 33–19 |
| 76ers de Philadelphie | 52 | 30 | 82 | .634 | 7  | 30–11 | 22–19 | 9–7  | 34–18 |
| Knicks de New York    | 29 | 53 | 82 | .354 | 30 | 19–22 | 10–31 | 6–10 | 17–35 |
| Nets de Brooklyn      | 28 | 54 | 82 | .341 | 31 | 15–26 | 13–28 | 1–15 | 19–33 |

| Division Centrale      | V  | D  | MJ | V/D  | GB | Dom   | Ext   | Div  | Conf  |
| ---------------------- | -- | -- | -- | ---- | -- | ----- | ----- | ---- | ----- |
| Cavaliers de Cleveland | 50 | 32 | 82 | .610 | –  | 29–12 | 21–20 | 11–5 | 35–17 |
| Pacers de l'Indiana    | 48 | 34 | 82 | .585 | 2  | 27–14 | 21–20 | 10–6 | 32–20 |
| Bucks de Milwaukee     | 44 | 38 | 82 | .537 | 6  | 25–16 | 19–22 | 6–10 | 27–25 |
| Pistons de Détroit     | 39 | 43 | 82 | .476 | 11 | 25–16 | 14–27 | 9–7  | 24–28 |
| Bulls de Chicago       | 27 | 55 | 82 | .329 | 33 | 17–24 | 10–31 | 4–12 | 21–31 |

| Division Sud-Est     | V  | D  | MJ | V/D  | GB | Dom   | Ext   | Div  | Conf  |
| -------------------- | -- | -- | -- | ---- | -- | ----- | ----- | ---- | ----- |
| Heat de Miami        | 44 | 38 | 82 | .537 | –  | 26–15 | 18–23 | 11–5 | 31–21 |
| Washington Wizards   | 43 | 39 | 82 | .524 | 1  | 23–18 | 20–21 | 8–8  | 28–24 |
| Hornets de Charlotte | 36 | 46 | 82 | .439 | 8  | 21–20 | 15–26 | 11–5 | 22–30 |
| Magic d'Orlando      | 25 | 57 | 82 | .305 | 19 | 17–24 | 8–33  | 5–11 | 15–37 |
| Hawks d'Atlanta      | 24 | 58 | 82 | .293 | 20 | 16–25 | 8–33  | 5–11 | 12–40 |

| Division Nord-Ouest       | V  | D  | MJ | V/D  | GB | Dom   | Ext   | Div  | Conf  |
| ------------------------- | -- | -- | -- | ---- | -- | ----- | ----- | ---- | ----- |
| Trail Blazers de Portland | 49 | 33 | 82 | .598 | –  | 28–13 | 21–20 | 9–7  | 31–21 |
| Thunder d'Oklahoma City   | 48 | 34 | 82 | .585 | 1  | 27–14 | 21–20 | 5–11 | 28–24 |
| Jazz de l'Utah            | 48 | 34 | 82 | .585 | 1  | 28–13 | 20–21 | 7–9  | 34–18 |
| Timberwolves du Minnesota | 47 | 35 | 82 | .573 | 2  | 30–11 | 17–24 | 10–6 | 34–18 |
| Nuggets de Denver         | 46 | 36 | 82 | .561 | 3  | 31–10 | 15–26 | 9–7  | 28–24 |

| Division Pacifique         | V  | D  | MJ | V/D  | GB | Dom   | Ext   | Div  | Conf  |
| -------------------------- | -- | -- | -- | ---- | -- | ----- | ----- | ---- | ----- |
| Warriors de Golden State T | 58 | 24 | 82 | .707 | –  | 29–12 | 29–12 | 13–3 | 34–18 |
| Clippers de Los Angeles    | 42 | 40 | 82 | .512 | 16 | 22–19 | 20–21 | 12–4 | 24–28 |
| Lakers de Los Angeles      | 35 | 47 | 82 | .427 | 23 | 20–21 | 15–26 | 6–10 | 19–33 |
| Kings de Sacramento        | 27 | 55 | 82 | .329 | 31 | 14–27 | 13–28 | 5–11 | 14–38 |
| Suns de Phoenix            | 21 | 61 | 82 | .256 | 37 | 10–31 | 11–30 | 4–12 | 15–37 |

| Division Sud-Ouest       | V  | D  | MJ | V/D  | GB | Dom   | Ext   | Div  | Conf  |
| ------------------------ | -- | -- | -- | ---- | -- | ----- | ----- | ---- | ----- |
| Rockets de Houston       | 65 | 17 | 82 | .793 | –  | 34–7  | 31–10 | 12–4 | 41–11 |
| Pelicans de Nlle-Orléans | 48 | 34 | 82 | .585 | 17 | 24–17 | 24–17 | 9–7  | 27–25 |
| Spurs de San Antonio     | 47 | 35 | 82 | .573 | 18 | 33–8  | 14–27 | 9–7  | 29–23 |
| Mavericks de Dallas      | 24 | 58 | 82 | .293 | 41 | 15–26 | 9–32  | 5–11 | 14–38 |
| Grizzlies de Memphis     | 22 | 60 | 82 | .268 | 43 | 16–25 | 6–35  | 5–11 | 18–34 |

### Par conférence
Source : nba.com
 Mise à jour : Après matchs du 12 avril 2018
| Conférence Est | Conférence Est         | Conférence Est | Conférence Est | Conférence Est | Conférence Est | Conférence Est | Conférence Est |
| No             | Franchise              | Vic.           | Déf.           | MJ             | MR             | V/D            | GB             |
| -------------- | ---------------------- | -------------- | -------------- | -------------- | -------------- | -------------- | -------------- |
| 1              | Raptors de Toronto     | 59             | 23             | 82             | 0              | .720           | –              |
| 2              | Celtics de Boston      | 55             | 27             | 82             | 0              | .671           | 4              |
| 3              | 76ers de Philadelphie  | 52             | 30             | 82             | 0              | .634           | 7              |
| 4              | Cavaliers de Cleveland | 50             | 32             | 82             | 0              | .610           | 9              |
| 5              | Pacers de l'Indiana    | 48             | 34             | 82             | 0              | .585           | 11             |
| 6              | Heat de Miami          | 44             | 38             | 82             | 0              | .537           | 15             |
| 7              | Bucks de Milwaukee     | 44             | 38             | 82             | 0              | .537           | 15             |
| 8              | Wizards de Washington  | 43             | 39             | 82             | 0              | .524           | 16             |
|                |                        |                |                |                |                |                |                |
| 9              | Pistons de Détroit     | 39             | 43             | 82             | 0              | .476           | 20             |
| 10             | Hornets de Charlotte   | 36             | 46             | 82             | 0              | .439           | 23             |
| 11             | Knicks de New York     | 29             | 53             | 82             | 0              | .354           | 30             |
| 12             | Nets de Brooklyn       | 28             | 54             | 82             | 0              | .341           | 31             |
| 13             | Bulls de Chicago       | 27             | 55             | 82             | 0              | .329           | 32             |
| 14             | Magic d'Orlando        | 25             | 57             | 82             | 0              | .305           | 34             |
| 15             | Hawks d'Atlanta        | 24             | 58             | 82             | 0              | .293           | 35             |

| Conférence Ouest | Conférence Ouest                | Conférence Ouest | Conférence Ouest | Conférence Ouest | Conférence Ouest | Conférence Ouest | Conférence Ouest |
| No               | Franchise                       | Vic.             | Def.             | MJ               | MR               | V/D              | GB               |
| ---------------- | ------------------------------- | ---------------- | ---------------- | ---------------- | ---------------- | ---------------- | ---------------- |
| 1                | Rockets de Houston              | 65               | 17               | 82               | 0                | .793             | –                |
| 2                | Warriors de Golden State T      | 58               | 24               | 82               | 0                | .707             | 7                |
| 3                | Trail Blazers de Portland       | 49               | 33               | 82               | 0                | .598             | 16               |
| 4                | Thunder d'Oklahoma City         | 48               | 34               | 82               | 0                | .585             | 17               |
| 5                | Jazz de l'Utah                  | 48               | 34               | 82               | 0                | .585             | 17               |
| 6                | Pelicans de La Nouvelle-Orléans | 48               | 34               | 82               | 0                | .585             | 17               |
| 7                | Spurs de San Antonio            | 47               | 35               | 82               | 0                | .573             | 18               |
| 8                | Timberwolves du Minnesota       | 47               | 35               | 82               | 0                | .573             | 18               |
|                  |                                 |                  |                  |                  |                  |                  |                  |
| 9                | Nuggets de Denver               | 46               | 36               | 82               | 0                | .561             | 19               |
| 10               | Clippers de Los Angeles         | 42               | 40               | 82               | 0                | .512             | 23               |
| 11               | Lakers de Los Angeles           | 35               | 47               | 82               | 0                | .427             | 30               |
| 12               | Kings de Sacramento             | 27               | 55               | 82               | 0                | .329             | 38               |
| 13               | Mavericks de Dallas             | 24               | 58               | 82               | 0                | .293             | 41               |
| 14               | Grizzlies de Memphis            | 22               | 60               | 82               | 0                | .268             | 43               |
| 15               | Suns de Phoenix                 | 21               | 61               | 82               | 0                | .256             | 44               |

## Play-offs
Les playoffs sont disputés par les huit équipes les mieux classées de la conférence Est et par les huit les mieux classées de la conférence Ouest. Le tableau suivant résume les résultats.
|  | 1er tour         | 1er tour                        | 1er tour                 |   |                           | Demi-finales de Conférence      | Demi-finales de Conférence | Demi-finales de Conférence |  |   | Finales de Conférence  | Finales de Conférence | Finales de Conférence |  |    | Finale NBA             | Finale NBA | Finale NBA |
|  |                  |                                 |                          |   |                           |                                 |                            |                            |  |   |                        |                       |                       |  |    |                        |            |            |
|  | 1                | Raptors de Toronto              | 4                        |   |                           |                                 |                            |                            |  |   |                        |                       |                       |  |    |                        |            |            |
|  | 8                | Wizards de Washington           | 2                        |   |                           |                                 |                            |                            |  |   |                        |                       |                       |  |    |                        |            |            |
|  | 8                | Wizards de Washington           | 2                        |   | 1                         | Raptors de Toronto              | 0                          |                            |  |   |                        |                       |                       |  |    |                        |            |            |
|  |                  |                                 |                          |   | 1                         | Raptors de Toronto              | 0                          |                            |  |   |                        |                       |                       |  |    |                        |            |            |
|  |                  | 4                               | Cavaliers de Cleveland   | 4 |                           |                                 |                            |                            |  |   |                        |                       |                       |  |    |                        |            |            |
|  | 4                | 4                               | Cavaliers de Cleveland   | 4 | Cavaliers de Cleveland    | 4                               |                            |                            |  |   |                        |                       |                       |  |    |                        |            |            |
|  | 4                |                                 |                          |   | Cavaliers de Cleveland    | 4                               |                            |                            |  |   |                        |                       |                       |  |    |                        |            |            |
|  | 5                | Pacers de l'Indiana             | 3                        |   |                           |                                 |                            |                            |  |   |                        |                       |                       |  |    |                        |            |            |
|  | 5                | Pacers de l'Indiana             | 3                        |   |                           |                                 |                            |                            |  | 4 | Cavaliers de Cleveland | 4                     |                       |  |    |                        |            |            |
|  | Conférence Est   |                                 |                          |   |                           |                                 |                            |                            |  | 4 | Cavaliers de Cleveland | 4                     |                       |  |    |                        |            |            |
|  |                  | 2                               | Celtics de Boston        | 3 |                           |                                 |                            |                            |  |   |                        |                       |                       |  |    |                        |            |            |
|  | 3                | 2                               | Celtics de Boston        | 3 | Sixers de Philadelphie    | 4                               |                            |                            |  |   |                        |                       |                       |  |    |                        |            |            |
|  | 3                |                                 |                          |   | Sixers de Philadelphie    | 4                               |                            |                            |  |   |                        |                       |                       |  |    |                        |            |            |
|  | 6                | Heat de Miami                   | 1                        |   |                           |                                 |                            |                            |  |   |                        |                       |                       |  |    |                        |            |            |
|  | 6                | Heat de Miami                   | 1                        |   | 3                         | Sixers de Philadelphie          | 1                          |                            |  |   |                        |                       |                       |  |    |                        |            |            |
|  |                  |                                 |                          |   | 3                         | Sixers de Philadelphie          | 1                          |                            |  |   |                        |                       |                       |  |    |                        |            |            |
|  |                  | 2                               | Celtics de Boston        | 4 |                           |                                 |                            |                            |  |   |                        |                       |                       |  |    |                        |            |            |
|  | 2                | 2                               | Celtics de Boston        | 4 | Celtics de Boston         | 4                               |                            |                            |  |   |                        |                       |                       |  |    |                        |            |            |
|  | 2                |                                 |                          |   | Celtics de Boston         | 4                               |                            |                            |  |   |                        |                       |                       |  |    |                        |            |            |
|  | 7                | Bucks de Milwaukee              | 3                        |   |                           |                                 |                            |                            |  |   |                        |                       |                       |  |    |                        |            |            |
|  | 7                | Bucks de Milwaukee              | 3                        |   |                           |                                 |                            |                            |  |   |                        |                       |                       |  | E4 | Cavaliers de Cleveland | 0          |            |
|  |                  |                                 |                          |   |                           |                                 |                            |                            |  |   |                        |                       |                       |  | E4 | Cavaliers de Cleveland | 0          |            |
|  |                  | W2                              | Warriors de Golden State | 4 |                           |                                 |                            |                            |  |   |                        |                       |                       |  |    |                        |            |            |
|  | 1                | W2                              | Warriors de Golden State | 4 | Rockets de Houston        | 4                               |                            |                            |  |   |                        |                       |                       |  |    |                        |            |            |
|  | 1                |                                 |                          |   | Rockets de Houston        | 4                               |                            |                            |  |   |                        |                       |                       |  |    |                        |            |            |
|  | 8                | Timberwolves du Minnesota       | 1                        |   |                           |                                 |                            |                            |  |   |                        |                       |                       |  |    |                        |            |            |
|  | 8                | Timberwolves du Minnesota       | 1                        |   | 1                         | Rockets de Houston              | 4                          |                            |  |   |                        |                       |                       |  |    |                        |            |            |
|  |                  |                                 |                          |   | 1                         | Rockets de Houston              | 4                          |                            |  |   |                        |                       |                       |  |    |                        |            |            |
|  |                  | 5                               | Jazz de l'Utah           | 1 |                           |                                 |                            |                            |  |   |                        |                       |                       |  |    |                        |            |            |
|  | 4                | 5                               | Jazz de l'Utah           | 1 | Thunder d'Oklahoma City   | 2                               |                            |                            |  |   |                        |                       |                       |  |    |                        |            |            |
|  | 4                |                                 |                          |   | Thunder d'Oklahoma City   | 2                               |                            |                            |  |   |                        |                       |                       |  |    |                        |            |            |
|  | 5                | Jazz de l'Utah                  | 4                        |   |                           |                                 |                            |                            |  |   |                        |                       |                       |  |    |                        |            |            |
|  | 5                | Jazz de l'Utah                  | 4                        |   |                           |                                 |                            |                            |  | 1 | Rockets de Houston     | 3                     |                       |  |    |                        |            |            |
|  | Conférence Ouest |                                 |                          |   |                           |                                 |                            |                            |  | 1 | Rockets de Houston     | 3                     |                       |  |    |                        |            |            |
|  |                  | 2                               | Warriors de Golden State | 4 |                           |                                 |                            |                            |  |   |                        |                       |                       |  |    |                        |            |            |
|  | 3                | 2                               | Warriors de Golden State | 4 | Trail Blazers de Portland | 0                               |                            |                            |  |   |                        |                       |                       |  |    |                        |            |            |
|  | 3                |                                 |                          |   | Trail Blazers de Portland | 0                               |                            |                            |  |   |                        |                       |                       |  |    |                        |            |            |
|  | 6                | Pelicans de La Nouvelle-Orléans | 4                        |   |                           |                                 |                            |                            |  |   |                        |                       |                       |  |    |                        |            |            |
|  | 6                | Pelicans de La Nouvelle-Orléans | 4                        |   | 6                         | Pelicans de La Nouvelle-Orléans | 1                          |                            |  |   |                        |                       |                       |  |    |                        |            |            |
|  |                  |                                 |                          |   | 6                         | Pelicans de La Nouvelle-Orléans | 1                          |                            |  |   |                        |                       |                       |  |    |                        |            |            |
|  |                  | 2                               | Warriors de Golden State | 4 |                           |                                 |                            |                            |  |   |                        |                       |                       |  |    |                        |            |            |
|  | 2                | 2                               | Warriors de Golden State | 4 | Warriors de Golden State  | 4                               |                            |                            |  |   |                        |                       |                       |  |    |                        |            |            |
|  | 2                |                                 |                          |   | Warriors de Golden State  | 4                               |                            |                            |  |   |                        |                       |                       |  |    |                        |            |            |
|  | 7                | Spurs de San Antonio            | 1                        |   |                           |                                 |                            |                            |  |   |                        |                       |                       |  |    |                        |            |            |

### Meilleurs joueurs par statistiques
Pour pouvoir être classé et prétendre au titre de meilleur de la ligue dans une catégorie de statistique, le joueur doit répondre à un minimum de critères édictés dans le Rate Statistic Requirements.
Source: espn.go.com  Mise à jour au 11 avril 2018 (fin de saison)
| Catégorie                      | Joueur             | Équipe                          | Statistique |
| ------------------------------ | ------------------ | ------------------------------- | ----------- |
| Points par match               | James Harden       | Rockets de Houston              | 30,4        |
| Rebonds par match              | Andre Drummond     | Pistons de Détroit              | 16,0        |
| Passes par match               | Russell Westbrook  | Thunder d'Oklahoma City         | 10,3        |
| Interceptions par match        | Victor Oladipo     | Pacers de l'Indiana             | 2,36        |
| Contres par match              | Anthony Davis      | Pelicans de La Nouvelle-Orléans | 2,57        |
| Minutes jouées par match       | LeBron James       | Cavaliers de Cleveland          | 36,9        |
| Pourcentage de réussite        | Clint Capela       | Rockets de Houston              | 65,2 %      |
| Pourcentage à 3 points         | Darren Collison    | Pacers de l'Indiana             | 46,8 %      |
| Pourcentage aux lancers francs | Stephen Curry      | Warriors de Golden State        | 92,1 %      |
| Double-doubles                 | Karl-Anthony Towns | Timberwolves du Minnesota       | 68          |
| Triple-doubles                 | Russell Westbrook  | Thunder d'Oklahoma City         | 25          |

| Catégorie                      | Joueur             | Équipe                          | Statistique |
| ------------------------------ | ------------------ | ------------------------------- | ----------- |
| Points par match               | LeBron James       | Cavaliers de Cleveland          | 34,0        |
| Rebonds par match              | Anthony Davis      | Pelicans de La Nouvelle-Orléans | 13,4        |
| Rebonds par match              | Karl-Anthony Towns | Timberwolves du Minnesota       | 13,4        |
| Passes par match               | Rajon Rondo        | Pelicans de La Nouvelle-Orléans | 12,2        |
| Interceptions par match        | Victor Oladipo     | Pacers de l'Indiana             | 2,43        |
| Contres par match              | Clint Capela       | Rockets de Houston              | 2,80        |
| Minutes jouées par match       | Paul George        | Thunder d'Oklahoma City         | 41,8        |
| Pourcentage de réussite        | Rudy Gobert        | Jazz de l'Utah                  | 65,5 %      |
| Pourcentage à 3 points         | Wade Baldwin IV    | Trail Blazers de Portland       | 100,0 %     |
| Pourcentage à 3 points         | Furkan Korkmaz     | 76ers de Philadelphie           | 100,0 %     |
| Pourcentage à 3 points         | Terrance Ferguson  | Thunder d'Oklahoma City         | 100,0 %     |
| Pourcentage aux lancers francs | 23 joueurs         |                                 | 100,0 %     |
| Double-doubles                 | Anthony Davis      | Pelicans de La Nouvelle-Orléans | 9           |
| Triple-doubles                 | LeBron James       | Cavaliers de Cleveland          | 2           |

### Statistiques équipes
Source : espn.go.com  Mise à jour au 11 avril 2018 (fin de saison)
| Catégorie                            | Équipe                    | Statistique |
| ------------------------------------ | ------------------------- | ----------- |
| Points par match (max)               | Warriors de Golden State  | 113,5       |
| Points par match (min)               | Kings de Sacramento       | 98,8        |
| Rebonds par match (max)              | 76ers de Philadelphie     | 47,4        |
| Rebonds par match (min)              | Bucks de Milwaukee        | 39,8        |
| Passes par match (max)               | Warriors de Golden State  | 29,3        |
| Passes par match (min)               | Trail Blazers de Portland | 19,5        |
| Interceptions par match (max)        | Thunder d'Oklahoma City   | 9,1         |
| Interceptions par match (min)        | Nets de Brooklyn          | 6,2         |
| Contres par match (max)              | Warriors de Golden State  | 7,5         |
| Contres par match (min)              | Bulls de Chicago          | 3,5         |
| Pertes de balles par match (max)     | 76ers de Philadelphie     | 15,9        |
| Pertes de balles par match (min)     | Timberwolves du Minnesota | 11,7        |
| Pourcentage de réussite (max)        | Warriors de Golden State  | 50,3 %      |
| Pourcentage de réussite (min)        | Bulls de Chicago          | 43,5 %      |
| Pourcentage à 3 points (max)         | Warriors de Golden State  | 39,1 %      |
| Pourcentage à 3 points (min)         | Suns de Phoenix           | 33,4 %      |
| Pourcentage aux lancers francs (max) | Warriors de Golden State  | 81,5 %      |
| Pourcentage aux lancers francs (min) | Lakers de Los Angeles     | 71,4 %      |
| Différentiel de points (+)           | Rockets de Houston        | + 8,5       |
| Différentiel de points (-)           | Suns de Phoenix           | - 9,4       |

| Catégorie                            | Équipe                    | Statistique |
| ------------------------------------ | ------------------------- | ----------- |
| Points par match (max)               | Rockets de Houston        | 110,7       |
| Points par match (min)               | Spurs de San Antonio      | 96,8        |
| Rebonds par match (max)              | 76ers de Philadelphie     | 49,5        |
| Rebonds par match (min)              | Spurs de San Antonio      | 37,6        |
| Passes par match (max)               | Warriors de Golden State  | 27,8        |
| Passes par match (min)               | Thunder d'Oklahoma City   | 16,3        |
| Interceptions par match (max)        | Thunder d'Oklahoma City   | 8,8         |
| Interceptions par match (max)        | Heat de Miami             | 8,8         |
| Interceptions par match (min)        | Timberwolves du Minnesota | 5,0         |
| Contres par match (max)              | Bucks de Milwaukee        | 6,7         |
| Contres par match (min)              | Pacers de l'Indiana       | 2,7         |
| Pertes de balles par match (max)     | Heat de Miami             | 16,0        |
| Pertes de balles par match (min)     | Rockets de Houston        | 10,6        |
| Pourcentage de réussite (max)        | Bucks de Milwaukee        | 50,0 %      |
| Pourcentage de réussite (min)        | Spurs de San Antonio      | 41,3 %      |
| Pourcentage à 3 points (max)         | Timberwolves du Minnesota | 41,3 %      |
| Pourcentage à 3 points (min)         | Spurs de San Antonio      | 29,8 %      |
| Pourcentage aux lancers francs (max) | Wizards de Washington     | 85,0 %      |
| Pourcentage aux lancers francs (min) | Heat de Miami             | 67,8 %      |
| Différentiel de points (+)           | Rockets de Houston        | + 8,6       |
| Différentiel de points (-)           | Heat de Miami             | - 10,8      |

### Records individuels
| Saison régulière            | Saison régulière            | Saison régulière                                | Saison régulière | Saison régulière                |
| Catégorie                   | Joueur                      | Equipe                                          | Statistique      | Date                            |
| --------------------------- | --------------------------- | ----------------------------------------------- | ---------------- | ------------------------------- |
| Minutes                     | Russell Westbrook           | Thunder d'Oklahoma City                         | 52:08 (3OT)      | 15 décembre 2017                |
| Points                      | James Harden                | Rockets de Houston                              | 60               | 30 janvier 2018                 |
| Rebonds                     | Dwight Howard               | Hornets de Charlotte                            | 30               | 21 mars 2018                    |
| Rebonds défensifs           | Dwight Howard               | Hornets de Charlotte                            | 22               | 24 mars 2018                    |
| Rebonds offensifs           | DeAndre Jordan Steven Adams | Clippers de Los Angeles Thunder d'Oklahoma City | 12               | 6 décembre 2017 13 février 2018 |
| Passes décisives            | Rajon Rondo                 | Pelicans de La Nouvelle-Orléans                 | 25               | 27 décembre 2017                |
| Interceptions               | Lou Williams                | Clippers de Los Angeles                         | 10               | 20 janvier 2018                 |
| Contres                     | Anthony Davis               | Pelicans de La Nouvelle-Orléans                 | 10               | 11 mars 2018                    |
| Balles perdues              | LeBron James                | Cavaliers de Cleveland                          | 11               | 26 janvier 2018                 |
| Tirs marqués                | LeBron James                | Cavaliers de Cleveland                          | 23               | 3 novembre 2017                 |
| Tirs tentés                 | Bradley Beal                | Wizards de Washington                           | 37               | 5 décembre 2017                 |
| Tirs à trois points marqués | Stephen Curry               | Warriors de Golden State                        | 10               | 30 décembre 2017                |
| Tirs à trois points marqués | Kemba Walker                | Hornets de Charlotte                            | 10               | 22 mars 2018                    |
| Tirs à trois points tentés  | Allen Crabbe                | Nets de Brooklyn                                | 18               | 10 février 2018                 |
| Lancers francs marqués      | Anthony Davis               | Pelicans de La Nouvelle-Orléans                 | 21               | 26 février 2018                 |
| Lancers francs tentés       | Ben Simmons                 | 76ers de Philadelphie                           | 29               | 29 novembre 2017                |

- Dernière mise à jour : 7 avril 2018

| Playoffs                    | Playoffs          | Playoffs                        | Playoffs    | Playoffs                 |
| Catégorie                   | Joueur            | Equipe                          | Statistique | Date                     |
| --------------------------- | ----------------- | ------------------------------- | ----------- | ------------------------ |
| Minutes                     | LeBron James      | Cavaliers de Cleveland          | 48:00       | 27 mai 2018              |
| Points                      | LeBron James      | Cavaliers de Cleveland          | 51          | 31 mai 2018              |
| Rebonds                     | Jonas Valanciunas | Raptors de Toronto              | 21          | 1er mai 2018             |
| Rebonds défensifs           | Anthony Davis     | Pelicans de La Nouvelle-Orléans | 17          | 8 mai 2018               |
| Rebonds offensifs           | Tristan Thompson  | Clippers de Los Angeles         | 9           | 1er mai 2018             |
| Passes décisives            | Rajon Rondo       | Pelicans de La Nouvelle-Orléans | 21          | 4 mai 2018               |
| Interceptions               | Josh Richardson   | Heat de Miami                   | 7           | 21 avril 2018            |
| Contres                     | Clint Capela      | Rockets de Houston              | 6           | 6 mai 2018               |
| Contres                     | John Henson       | Bucks de Milwaukee              | 6           | 15 avril 2018            |
| Balles perdues              | James Harden      | Rockets de Houston              | 9           | 26 mai 2018              |
| Tirs marqués                | LeBron James      | Cavaliers de Cleveland          | 19          | 3 mai 2018 & 31 mai 2018 |
| Tirs tentés                 | Russell Westbrook | Thunder d'Oklahoma City         | 43          | 27 avril 2018            |
| Tirs à trois points marqués | Stephen Curry     | Warriors de Golden State        | 9           | 3 juin 2018              |
| Tirs à trois points marqués | Klay Thompson     | Warriors de Golden State        | 9           | 26 mai 2018              |
| Tirs à trois points tentés  | Russell Westbrook | Thunder d'Oklahoma City         | 19          | 27 avril 2018            |
| Lancers francs marqués      | LeBron James      | Cavaliers de Cleveland          | 15          | 25 avril 2018            |
| Lancers francs marqués      | Anthony Davis     | Pelicans de La Nouvelle-Orléans | 15          | 21 avril 2018            |
| Lancers francs tentés       | DeMar DeRozan     | Raptors de Toronto              | 18          | 22 avril 2018            |

- Dernière mise à jour : 4 juin 2018

## Récompenses
Les récompenses annuelles ont été présentées lors d'une cérémonie le 25 juin 2018. 

### Trophées annuels
| \| Récompenses \| Vainqueur \| Finalistes \| \| ---------------------------- \| -------------------------------------- \| ------------------------------------------------------------------------------------- \| \| Most Valuable Player \| James Harden (Rockets de Houston) \| Anthony Davis (Pelicans de La Nouvelle-Orléans) LeBron James (Cavaliers de Cleveland) \| \| Defensive Player of the Year \| Rudy Gobert (Jazz de l'Utah) \| Anthony Davis (Pelicans de La Nouvelle-Orléans) Joel Embiid (76ers de Philadelphie) \| \| Rookie of the Year \| Ben Simmons (76ers de Philadelphie) \| Donovan Mitchell (Jazz de l'Utah) Jayson Tatum (Celtics de Boston) \| \| Sixth Man of the Year \| Lou Williams (Clippers de Los Angeles) \| Eric Gordon (Rockets de Houston) Fred VanVleet (Raptors de Toronto) \| \| Most Improved Player \| Victor Oladipo (Pacers de l'Indiana) \| Clint Capela (Rockets de Houston) Spencer Dinwiddie (Nets de Brooklyn) \| \| Coach of the Year \| Dwane Casey (Raptors de Toronto) \| Quin Snyder (Jazz de l'Utah) Brad Stevens (Celtics de Boston) \| - Executive of the Year : Daryl Morey, Rockets de Houston - NBA Sportsmanship Award : Kemba Walker, Hornets de Charlotte - J. Walter Kennedy Citizenship Award : J. J. Barea, Mavericks de Dallas - Twyman-Stokes Teammate of the Year Award : Jamal Crawford, Timberwolves du Minnesota - Dunk de l'année (Dunk of the Year) : Giánnis Antetokoúnmpo, Bucks de Milwaukee - Tir de la gagne de l'année (Game Winner of the Year) : LeBron James, Cavaliers de Cleveland - Passe de l'année (Assist of the Year) : LeBron James, Cavaliers de Cleveland - Contre de l'année (Block of the Year) : Anthony Davis, Pelicans de La Nouvelle-Orléans - Dribble de l'année (Handle of the Year) : Kyrie Irving, Celtics de Boston - Meilleur style vestimentaire (Best Style) : Russell Westbrook, Thunder d'Oklahoma City - Action de l'année (Play of the Year) : Buzzer beater de LeBron James, Cavaliers de Cleveland |                                        |                                                                                       |
| Récompenses | Vainqueur                              | Finalistes                                                                            |
| Most Valuable Player | James Harden (Rockets de Houston)      | Anthony Davis (Pelicans de La Nouvelle-Orléans) LeBron James (Cavaliers de Cleveland) |
| Defensive Player of the Year | Rudy Gobert (Jazz de l'Utah)           | Anthony Davis (Pelicans de La Nouvelle-Orléans) Joel Embiid (76ers de Philadelphie)   |
| Rookie of the Year | Ben Simmons (76ers de Philadelphie)    | Donovan Mitchell (Jazz de l'Utah) Jayson Tatum (Celtics de Boston)                    |
| Sixth Man of the Year | Lou Williams (Clippers de Los Angeles) | Eric Gordon (Rockets de Houston) Fred VanVleet (Raptors de Toronto)                   |
| Most Improved Player | Victor Oladipo (Pacers de l'Indiana)   | Clint Capela (Rockets de Houston) Spencer Dinwiddie (Nets de Brooklyn)                |
| Coach of the Year | Dwane Casey (Raptors de Toronto)       | Quin Snyder (Jazz de l'Utah) Brad Stevens (Celtics de Boston)                         |

| - All-NBA First Team : - F LeBron James, Cavaliers de Cleveland - F Kevin Durant, Warriors de Golden State - C Anthony Davis, Pelicans de La Nouvelle-Orléans - GJames Harden, Rockets de Houston - G Damian Lillard, Trail Blazers de Portland | - All-NBA Second Team : - F Giánnis Antetokoúnmpo, Bucks de Milwaukee - F LaMarcus Aldridge, Spurs de San Antonio - C Joel Embiid, 76ers de Philadelphie - G DeMar DeRozan, Raptors de Toronto - G Russell Westbrook, Thunder d'Oklahoma City | - All-NBA Third Team : - F Paul George, Thunder d'Oklahoma City - F Jimmy Butler, Timberwolves du Minnesota - C Karl-Anthony Towns, Timberwolves du Minnesota - G Victor Oladipo, Pacers de l'Indiana - G Stephen Curry, Warriors de Golden State |

| - NBA All-Defensive First Team : - F Robert Covington, 76ers de Philadelphie - F Anthony Davis, Pelicans de La Nouvelle-Orléans - C Rudy Gobert, Jazz de l'Utah - G Victor Oladipo, Pacers de l'Indiana - G Jrue Holiday, Pelicans de La Nouvelle-Orléans | - NBA All-Defensive Second Team : - F Draymond Green, Warriors de Golden State - F Al Horford, Celtics de Boston - C Joel Embiid, 76ers de Philadelphie - G Jimmy Butler, Timberwolves du Minnesota - G Dejounte Murray, Spurs de San Antonio |

| - NBA All-Rookie First Team : - F Kyle Kuzma, Lakers de Los Angeles - F Jayson Tatum, Celtics de Boston - C Lauri Markkanen, Bulls de Chicago - G Ben Simmons, 76ers de Philadelphie - G Donovan Mitchell, Jazz de l'Utah | - NBA All-Rookie Second Team : - F Bogdan Bogdanović, Kings de Sacramento - F Josh Jackson, Suns de Phoenix - C John Collins, Hawks d'Atlanta - G Lonzo Ball, Lakers de Los Angeles - G Dennis Smith Jr., Mavericks de Dallas |

- MVP des Finales : Kevin Durant, Warriors de Golden State

### Joueurs de la semaine
| Semaine                   | Conférence Est                                   | Conférence Ouest                                         |
| ------------------------- | ------------------------------------------------ | -------------------------------------------------------- |
| 17 octobre – 22 octobre   | Giánnis Antetokoúnmpo (Bucks de Milwaukee) (1/1) | James Harden (Rockets de Houston) (1/5)                  |
| 23 octobre – 29 octobre   | Victor Oladipo (Pacers de l'Indiana) (1/3)       | DeMarcus Cousins (Pelicans de La Nouvelle-Orléans) (1/2) |
| 30 octobre – 5 novembre   | Kristaps Porziņģis (Knicks de New York) (1/1)    | James Harden (Rockets de Houston) (2/5)                  |
| 6 novembre – 12 novembre  | Tobias Harris (Pistons de Détroit) (1/1)         | Nikola Jokić (Nuggets de Denver) (1/2)                   |
| 13 novembre – 19 novembre | DeMar DeRozan (Raptors de Toronto) (1/5)         | Karl-Anthony Towns (Timberwolves du Minnesota) (1/1)     |
| 20 novembre – 26 novembre | Goran Dragić (Heat de Miami) (1/2)               | Anthony Davis (Pelicans de La Nouvelle-Orléans) (1/1)    |
| 27 novembre – 3 décembre  | LeBron James (Cavaliers de Cleveland) (1/4)      | James Harden (Rockets de Houston) (3/5)                  |
| 4 décembre – 10 décembre  | Victor Oladipo (Pacers de l'Indiana) (2/3)       | Kevin Durant (Warriors de Golden State) (1/1)            |
| 11 décembre – 17 décembre | LeBron James (Cavaliers de Cleveland) (2/4)      | Chris Paul (Rockets de Houston) (1/1)                    |
| 18 décembre – 24 décembre | DeMar DeRozan (Raptors de Toronto) (2/5)         | Russell Westbrook (Thunder d'Oklahoma City) (1/2)        |
| 25 décembre – 31 décembre | Bradley Beal (Wizards de Washington) (1/1)       | Lou Williams (Clippers de Los Angeles) (1/2)             |
| 1er janvier – 7 janvier   | DeMar DeRozan (Raptors de Toronto) (3/5)         | Stephen Curry (Warriors de Golden State) (1/2)           |
| 8 janvier – 14 janvier    | Goran Dragić (Heat de Miami) (2/2)               | Lou Williams (Clippers de Los Angeles) (2/2)             |
| 15 janvier – 21 janvier   | Joel Embiid (76ers de Philadelphie) (1/2)        | Damian Lillard (Trail Blazers de Portland) (1/3)         |
| 22 janvier – 28 janvier   | Khris Middleton (Bucks de Milwaukee) (1/1)       | Stephen Curry (Warriors de Golden State) (2/2)           |
| 29 janvier – 4 février    | Andre Drummond (Pistons de Détroit) (1/1)        | James Harden (Rockets de Houston) (4/5)                  |
| 5 février – 11 février    | Joel Embiid (76ers de Philadelphie) (2/2)        | James Harden (Rockets de Houston) (5/5)                  |
| 26 février – 4 mars       | DeMar DeRozan (Raptors de Toronto) (4/5)         | Anthony Davis (Pelicans de La Nouvelle-Orléans) (2/2)    |
| 5 mars – 11 mars          | DeMar DeRozan (Raptors de Toronto) (5/5)         | Damian Lillard (Trail Blazers de Portland) (2/3)         |
| 12 mars – 18 mars         | LeBron James (Cavaliers de Cleveland) (3/4)      | Russell Westbrook (Thunder d'Oklahoma City) (2/2)        |
| 19 mars – 25 mars         | LeBron James (Cavaliers de Cleveland) (4/4)      | LaMarcus Aldridge (Spurs de San Antonio) (1/1)           |
| 26 mars – 1er avril       | Victor Oladipo (Pacers de l'Indiana) (3/3)       | Damian Lillard (Trail Blazers de Portland) (3/3)         |
| 2 avril – 8 avril         | Ben Simmons (76ers de Philadelphie) (1/1)        | Nikola Jokić (Nuggets de Denver) (2/2)                   |

### Joueurs du mois
| Mois               | Conférence Est                              | Conférence Ouest                                      |
| ------------------ | ------------------------------------------- | ----------------------------------------------------- |
| Octobre / Novembre | LeBron James (Cavaliers de Cleveland) (1/4) | James Harden (Rockets de Houston) (1/1)               |
| Décembre           | LeBron James (Cavaliers de Cleveland) (2/4) | Russell Westbrook (Thunder d'Oklahoma City) (1/1)     |
| Janvier            | DeMar DeRozan (Raptors de Toronto) (1/1)    | Stephen Curry (Warriors de Golden State) (1/1)        |
| Février            | LeBron James (Cavaliers de Cleveland) (3/4) | Anthony Davis (Pelicans de La Nouvelle-Orléans) (1/2) |
| Mars / Avril       | LeBron James (Cavaliers de Cleveland) (4/4) | Anthony Davis (Pelicans de La Nouvelle-Orléans) (2/2) |

### Rookies du mois
| Mois               | Conférence Est                            | Conférence Ouest                         |
| ------------------ | ----------------------------------------- | ---------------------------------------- |
| Octobre / Novembre | Ben Simmons (76ers de Philadelphie) (1/4) | Kyle Kuzma (Lakers de Los Angeles) (1/1) |
| Décembre           | Jayson Tatum (Celtics de Boston) (1/1)    | Donovan Mitchell (Jazz de l'Utah) (1/4)  |
| Janvier            | Ben Simmons (76ers de Philadelphie) (2/4) | Donovan Mitchell (Jazz de l'Utah) (2/4)  |
| Février            | Ben Simmons (76ers de Philadelphie) (3/4) | Donovan Mitchell (Jazz de l'Utah) (3/4)  |
| Mars / Avril       | Ben Simmons (76ers de Philadelphie) (4/4) | Donovan Mitchell (Jazz de l'Utah) (4/4)  |

### Entraîneurs du mois
| Mois               | Conférence Est                             | Conférence Ouest                               |
| ------------------ | ------------------------------------------ | ---------------------------------------------- |
| Octobre / Novembre | Brad Stevens (Celtics de Boston) (1/1)     | Mike D'Antoni (Rockets de Houston) (1/2)       |
| Décembre           | Dwane Casey (Raptors de Toronto) (1/1)     | Steve Kerr (Warriors de Golden State) (1/1)    |
| Janvier            | Erik Spoelstra (Heat de Miami) (1/1)       | Terry Stotts (Trail Blazers de Portland) (1/1) |
| Février            | Scott Brooks (Wizards de Washington) (1/1) | Mike D'Antoni (Rockets de Houston) (2/2)       |
| Mars / Avril       | Brett Brown (76ers de Philadelphie) (1/1)  | Quin Snyder (Jazz de l'Utah) (1/1)             |